# The Hills
The Hills es un programa de telerrealidad original de MTV una secuela del popular show Laguna Beach. En esta serie se documenta la vida de Lauren Conrad y sus amigas en Los Ángeles, después de que Conrad se mudara de Laguna Beach (California). 
Entertainment Weekly catalogó el show como un "nuevo clásico" colocándolo en el puesto 82 de la lista de Los 100 Mejores Shows de los últimos 25 años.
El show era emitido internacionalmente en varios países, incluyendo Panamá, Venezuela, Colombia, Argentina, España, Portugal, Rumanía, Alemania, Chile, Suecia, México, Reino Unido, Canadá, Australia, Nueva Zelanda, Sudáfrica, el mundo Árabe, Israel, Japón, Corea del Sur, Perú, Guatemala, Honduras y toda Centroamérica, Uruguay, Croacia y Malasia.

## Reparto
- Lauren Conrad: es la protagonista principal de la historia. Tiene 24 años, viene de una de las familias adineradas del condado de Orange, es apasionada por la moda, estudia en FIDM y trabajaba como interna en la revista de moda Teen Vogue pero ahora trabaja para People's Revolution desde casi el final de la tercera temporada.

- Audrina Patridge: es amiga de Lauren. Tiene 23 años, nació y creció en California, trabaja en una compañía discográfica, comparte apartamento con Lauren y Lo desde finales de la tercera temporada y no se lleva bien con Lo.

- Whitney Port: es amiga de Lauren, comenzó trabajando para Teen Vogue, en donde se hizo amiga de Lauren Conrad, pero luego decide cambiar de trabajo para trabajar en People's Revolution, dando pie a la serie The City.

- Heidi Montag: ex-mejor amiga de Lauren y Audrina, dejó de vivir con LC para poder mudarse con su novio Spencer Pratt que posteriormente se convierte en su prometido. Por él renunció a muchas cosas incluyendo su amistad con Lauren, además dejó la universidad para trabajar en la compañía de eventos BoltHouse.

- Lo Bosworth: mejor amiga de Lauren, desde Laguna Beach Lo es la mejor amiga de Lauren. Lo y Audrina hubo un tiempo en que se llevaban mal por tener diferencias. Desde la cuarta temporada Lo vivió con LC hasta la quinta temporada cuando LC dejó Los Ángeles para seguir con su carrera. Aunque Lauren ya no vive en Los Ángeles Lo la sigue viendo como la mejor amiga de LC.

- Spencer Pratt: es el prometido de Heidi hasta la quinta temporada pues contraen matrimonio en el capítulo final de ésta, detesta con todo su corazón a LC, tanto que esparció rumores sobre una cinta sexual entre LC y Jason (su antiguo novio). Vive con Heidi y además es su mánager en la carrera musical que Heidi quiere tener.

- Brody Jenner: es amigo de Lauren, hijo de Bruce Jenner, Brody es conocido por ser un Playboy. Mantuvo una relación con LC pero por peleas acerca de Heidi y Spencer (quien fuera su mejor amigo durante años) LC y Brody terminaron. Por el momento la relación entre ellos no parece avanzar ya que Brody al parecer tiene miedo de que LC no sea lo suficientemente buena para él.

- Stephanie Pratt: hermana de Spencer, mantiene una relación amor-odio con su hermano a quien le soporta muchas cosas. Heidi y Stephanie se llevan bien aunque no son las mejores amigas del mundo. También Stephanie es amiga de Lauren cuando sin querer se cruzan en una clase en la escuela de modas. Por esta razón Spencer la cree una traidora.

### Duración del reparto
| Miembro del reparto    | Temporadas         | Temporadas        | Temporadas        | Temporadas        | Temporadas        | Temporadas        | Temporadas        |
| Miembro del reparto    | 1                  | 2                 | 3                 | 4                 | 5A                | 5B                | 6                 |
| Miembro del reparto    | Reparto principal  | Reparto principal | Reparto principal | Reparto principal | Reparto principal | Reparto principal | Reparto principal |
| ---------------------- | ------------------ | ----------------- | ----------------- | ----------------- | ----------------- | ----------------- | ----------------- |
| Audrina Patridge       | Principal          | Principal         | Principal         | Principal         | Principal         | Principal         | Principal         |
| Heidi Montag           | Principal          | Principal         | Principal         | Principal         | Principal         | Principal         | Principal         |
| Lauren Conrad          | Principal          | Principal         | Principal         | Principal         | Principal         |                   | Invitada          |
| Whitney Port           | Principal          | Principal         | Principal         | Principal         |                   |                   |                   |
| Kristin Cavallari      |                    |                   |                   |                   | Invitada          | Principal         | Principal         |
| Lo Bosworth            |                    | Recurrente        | Recurrente        | Recurrente        | Recurrente        | Recurrente        | Principal         |
| Stephanie Pratt        |                    |                   | Recurrente        | Recurrente        | Recurrente        | Recurrente        | Principal         |
|                        | Reparto recurrente |                   |                   |                   |                   |                   |                   |
| Brent Bolthouse        | Recurrente         | Recurrente        | Recurrente        | Recurrente        | Recurrente        | Recurrente        |                   |
| Jason Wahler           | Recurrente         | Recurrente        | Recurrente        |                   |                   |                   |                   |
| Lisa Love              | Recurrente         | Recurrente        | Recurrente        |                   |                   |                   |                   |
| Brian Drolet           | Recurrente         |                   |                   |                   |                   |                   |                   |
| Jordan Eubanks         | Recurrente         |                   |                   |                   |                   |                   |                   |
| Brody Jenner           |                    | Recurrente        | Recurrente        | Recurrente        | Recurrente        | Recurrente        | Recurrente        |
| Spencer Pratt          |                    | Recurrente        | Recurrente        | Recurrente        | Recurrente        | Recurrente        | Recurrente        |
| Chiara Kramer          |                    | Recurrente        | Recurrente        | Recurrente        | Recurrente        | Recurrente        |                   |
| Jen Bunney             |                    | Recurrente        | Recurrente        |                   |                   |                   | Invitado          |
| Elodie Otto            |                    | Recurrente        | Recurrente        |                   |                   |                   |                   |
| Emily Weiss            |                    | Recurrente        |                   |                   |                   |                   |                   |
| Justin "Bobby" Brescia |                    |                   | Recurrente        | Recurrente        | Recurrente        | Recurrente        | Recurrente        |
| Frankie Delgado        |                    |                   | Recurrente        | Recurrente        | Recurrente        | Recurrente        | Recurrente        |
| Kelly Cutrone          |                    |                   | Recurrente        | Recurrente        | Recurrente        | Recurrente        |                   |
| Doug Reinhardt         |                    |                   | Recurrente        | Recurrente        | Recurrente        | Recurrente        |                   |
| Kimberly Brandon       |                    |                   |                   | Recurrente        | Recurrente        | Recurrente        |                   |
| Holly Montag           |                    |                   |                   | Recurrente        | Recurrente        | Recurrente        | Recurrente        |
| Charlie Smith          |                    |                   |                   |                   | Recurrente        | Recurrente        | Recurrente        |
| Stacie Hall            |                    |                   |                   |                   | Recurrente        | Recurrente        | Recurrente        |
| Jayde Nicole           |                    |                   |                   |                   | Recurrente        | Recurrente        |                   |
| Allie Lutz             |                    |                   |                   |                   |                   |                   | Recurrente        |
| Max Ritz               |                    |                   |                   |                   |                   |                   | Recurrente        |
| McKaela Line           |                    |                   |                   |                   |                   |                   | Recurrente        |
| Ryan Cabrera           |                    |                   |                   |                   |                   |                   | Recurrente        |

Notas
1. ↑  Apareció en un episodio de final de temporada alternativo que no fue transmitido por MTV hasta tres años después de haber culminado el programa.

## Temporadas

### Primera temporada
- Fecha de estreno en Estados Unidos: miércoles 31 de mayo de 2006
- Estreno en DVD: martes 17 de febrero de 2007
- Números de episodios: 10 episodios

Gira en el camino a la independencia de Lauren Conrad y su movimiento a Los Ángeles donde se reúne con su intima amiga Heidi Montag. Durante sus primeros días presentan a Lauren equilibrándose en la escuela FIDM y trabajando en la reconocida compañía Teen Vogue.
Audrina Patridge, amiga de Heidi residente en Los Ángeles se hizo íntima amiga de Lauren y Whitney y siempre parecía ofrecerle consejos a Heidi. Después de un día catastrófico de trabajo Lauren recibe una llamada de Jason Wahler pidiéndole una segunda oportunidad, Lauren después de mucha consideración decide dársela. Mientras Heidi confiesa que la escuela no es para ella, decide comenzar a trabajar para una firma que planifica eventos, Bolthouse Productions. A Lauren le ofrecieron un intercambio a París que rechazó de tal modo que quería pasar el verano con Jason, Whitney aceptó un intercambio en Nueva York
pero en cuando la oferta a París se abrió de nuevo, Whitney aceptó la oferta.

### Segunda temporada
- Fecha de estreno en Estados Unidos: lunes 15 de junio de 2007
- Estreno en DVD: martes 7 de agosto de 2007
- Números de episodios: 12

Lauren comprende que su relación con Jason era un enorme error y ambos tuvieron una separación dolorosa. Lauren entonces centra toda su energía en el trabajo donde tuvo una clase de competencia con Sara Bateman y con la interna de Nueva York
Emely Magic que de vez en cuando visita las oficinas de Los Ángeles. Whitney visita Nueva York para buscar un puesto más alto en Teen Vogue para la cual Emely fue entrevistada. A Spencer le comienza a interesar mucho la vida de Lauren y luego Heidi encuentra a Spencer siendo infiel pero se puede ver que vuelven, mientras que Lauren fortalece su amistad con Audrina.

### Tercera temporada
- Fecha de estreno en Estados Unidos: lunes 13 de agosto de 2007
- Estreno en DVD: jueves 1 de julio de 2007
- Números de episodios: 28

Whitney lucha por su puesto de Supervisora Ejecutiva de los internos después de una separación de su novio de muchos años y Lauren consigue una segunda oportunidad de Lisa Love para ser enviada a París para ayudar con El ballet de debutantes acompañada de Whitney. Después de la realización comprendió que Teen Vogue no era para ella, luego consiguió un trabajo en People's Revolution y se trajo a Lauren con ella. Lauren decidió quedarse con su antigua amiga de la niñez y compró una casa en Hollywood e invitaron a Audrina a vivir con ellas. Audrina gasta más tiempo con su antigua relación, Justin, se siente incómoda viviendo en la casa de atrás mientras Lauren y Lo en la de delante y decide comprar un apartamento con la opinión de su ex, Justin. Mientras Heidi y Spencer siguieron las vacaciones de relación mientras él se mudó con su hermana Stephanie quien se involucró en la relación Lauren contra Heidi tomando clases FIDM. La temporada termina con Heidi en Bolthose cuando se fue a vivir con Spencer.

### Cuarta temporada
- Fecha de estreno en Estados Unidos: lunes 18 de agosto de 2008
- Fecha de estreno en Latinoamérica: jueves 15 de enero de 2009
- Número de episodios: 20

Lauren estaba ajustándose a vivir con su mejor amiga y nueva compañera de cuarto, Lo, causando cierta tensión entre Audrina y ella. Lauren de hecho sintió que estaba lista para comenzar a tener citas de nuevo y se juntó con un antiguo amigo del instituto, Doug. Pero pronto ambos terminan porque sienten que los sentimientos del pasado no habían revivido y además porque LC sintió que no había la misma chispa que había cuando comenzó a salir con Brody. Aparte de eso, Whitney comenzó a vivir un doble estilo de vida mientras trabaja en People's Revolution, volando entre Los Ángeles y Nueva York. Mientras tanto, la hermana de Heidi, Holly, se muda a Los Ángeles provocando tensión con Spencer.
Audrina se muda de la casa que comparte con Lauren y Lo. Se acerca a "Justin Bobby". Whitney conoce a un chico en Nueva York, pero en su segunda visita lo deja por un roquero. Heidi y Spencer pelean a menudo gracias a los inconvenientes que él le trae con su hermana y en el trabajo. Audrina escucha un rumor de que Lauren y Justin estuvieron juntos y los acusa a ambos. Audrina se da cuenta de que Lo y ella nunca podrían ser amigas y se lo manifiesta a Lo; por lo que ésta empieza a tratar con odio a Audrina.

### Quinta temporada
- Fecha de estreno en Estados Unidos: lunes 6 de abril de 2009
- Fecha de estreno en Latinoamérica: jueves 9 de junio de 2009

Este nuevo drama empieza con el cumpleaños de Lauren Conrad. Sus amigas Lo y Audrina organizan una fiesta sorpresa en un yate y vaya sorpresa pues por iniciativa de Stephanie Pratt hermana de Spencer lleva a la fiesta a Heidi Montag siendo una noche de lágrimas y recuerdos.
Spencer Pratt sale esa noche y coquetea con Stacy la Cantinera y para sorpresa el ex de Stephanie está en el mismo bar pasándole el reporte a Steph y ella a Heidi y empieza una batalla entre la pareja "Speidi"... las consecuencias son que al final terminan por ir a terapia de parejas para solucionar sus problemas.
Stephanie Pratt intenta probar suerte en People's Revolution pero no dura mucho tiempo pues realmente lo hace mal en una sesión de estudio para Smashbox olvidando enviar la ropa para las modelos y poniendo a Lauren en una situación incómoda con Kelly Cuttone pues le había advertido que todos sus errores iban a recaer sobre ella así que termina por despedir a Steph por medio de Lauren.
Las cosas entre Heidi y Spencer se ponen estables y la visita del padre de Heidi hace que a Spencer se le ocurra la idea de pedirle permiso para casarse con Heidi, consiguiente los preparativos de la boda pero a Heidi le gustaría que su antigua amiga Lauren estuviera en ese momento así que decide ir a People's Revolution a entregarle una invitación pero no la acepta así como Spencer al ver que Heidi tiene la ilusión de que Lauren entre a su vida de nuevo este termina por pedirle disculpas a Lauren por los rumores y groserías.
Esta temporada es la última de Lauren Conrad pues termina por ir a la boda de Heidi y Spencer y limar asperezas pero la sorpresa es que Kristin Cavallari hace acto de presencia y este pone incómoda a Lauren así que deja el evento al finalizar la misa siendo así el cierre de esta temporada con Lauren escapando hacia un lugar desconocido.
Esta temporada ya no cuenta con Whitney Port pues ella se encuentra en Nueva York grabando la serie hermana The City.

### Sexta temporada
Al comenzar esta temporada, Kristin trae el "verdadero drama" a la serie. Empieza teniendo problemas con algunas de las chicas y sale con Justin Bobby quien fuera novio de Audrina. Al pasar los capítulos, transcurren diferentes dramas y nuevas amistades. Las chicas parecen estar más unidas que nunca y deciden apartar a Heidi y Spencer de sus vidas. Audrina sale con Ryan Cabrera, pero se da cuenta de que tiene sentimientos por Justin Bobby aun así que decide acabar con esa relación. Tras un viaje a Costa Rica, Audrina se da cuenta de que necesita tiempo para ella sola.
Como Kristin no pudo regresar con Brody, decide mudarse a Europa (no especifica a qué lugar), Audrina se muda de Hollywood a la playa, Stephanie se hace novia de un motociclista y Lo se muda con su novio.
El final es muy incierto, ya que al "marcharse" Kristin, a Broddy, lo rodean unas pantallas verdes y se observa que todo el tiempo estuvieron en unos estudios y no en la calle como parecía.

## En busca de los personajes e improvisando
El sitio oficial de Audrina Patridge presenta esto en su biografía, "Viviendo la vida, lejos de la producción de The Hills, MTV, Audrina fue encontrada tomando el sol en la piscina y el productor le preguntó si le gustaría unirse al reparto. Ella felizmente aceptó su papel como la tierna amiga de Lauren Conrad y Heidi Montag, de hecho estaba segura de que sería el principio de su incitada carrera". Durante una aparición en Chelsea Lately, cuando se le preguntó si The Hills era falso, Audrina respondió, "Sabes, todos dicen eso, pero no tenemos un guion que tengamos que leer." Chelsea Handler sugirió entonces que ellos improvisaban y Audrina no lo negó, añadiendo, "Si así quieres llamarlo... Estamos expuestas en situaciones donde como sea reaccionamos y es entonces lo que aparece [en TV]." Cuando Chelsea comprendió que los actores de The Hills de hecho son muy buenos en lo que hacen aún más si de hecho es falso, Audrina entonces aceptó el cumplido hacia sus habilidades histriónicas diciendo, "Gracias. Es un gran cumplido." Después de eso en una entrevista ella explicó como fue su audición antes de una serie de entrevistas, manteniendo, "Adam, nuestro productor, él me preguntó que por qué estaba en Los Ángeles, qué estaba haciendo, y le dije, ellos estaban buscando un lugar para The Hills, entonces fui y conocí a otras personas, ellos me amaron y fui una de las primeras amigas de Los Ángeles de Lauren y Heidi."
Lauren Conrad recientemente expresó su sentir acerca del show "definitivamente está acercándose a su final" y citó acerca de la privacidad que debe mantener hacia Adam DiVello, el creador de The Hills, a quien se le preguntó si el reality show tiene una fecha de caducidad. Él respondió que esperaba "Me interesa estar arriba durante mucho tiempo al menos hasta que Heidi y Lauren se reconcilien." En la temporada 4 episodio 6, que fue transmitido el 16 de septiembre de 2008, Heidi y Lauren aún no son amigas. Holly anima a su hermana Heidi el encontrarse con Lauren y reencontrar su amistad. Los índices de audiencia para el estreno de la temporada 4 en su episodio 1 fue de 9,3, que es el episodio con el ranking más alto de todos. El primer episodio de la temporada 1 tuvo un índice de audiencia de 8,5. The Hills mantiene un índice de audiencia normal que está en 8,6. Lauren tiene un índice de audiencia de 9,2 que está bien para su categoría. El show ha sido calificado entre 9 y 10 por un 80% de los espectadores. De acuerdo con "Entertainment Weekly," Lauren ha conseguido un contrato para 3 libros de una serie de ficción para adultos-jóvenes de Harper Collins. El título de la serie de libros será L.A. Candy (Dulce L.A.) y estará basado en su vida como estrella de reality tv y diseñadora de moda.

## Spin-off/Serie hermana
Un spin-off que involucra a un personaje principal Whitney Port, mudándose a la ciudad de Nueva York ha comenzado a rodarse. El programa se llama The City y ya cuenta con dos temporadas, una a punto de lanzarse y la otra ya vista en TV. 
En los MTV Video Music Awards 2018, MTV anunció un reinicio de The Hills titulado The Hills: New Beginnings, dicha serie reunirá a los miembros originales del elenco, junto con sus hijos, amigos y favoritos, y seguirá su vida personal y profesional  en Los Ángeles. Se estrenó el 24 de junio de 2019.

## Episodios
| Temporada | Temporada | Episodios | Episodios | Transmisión original     | Transmisión original    |
| Temporada | Temporada | Episodios | Episodios | Inicio                   | Final                   |
| --------- | --------- | --------- | --------- | ------------------------ | ----------------------- |
|           | 1         | 10        | 10        | 31 de mayo de 2006       | 2 de agosto de 2006     |
|           | 2         | 12        | 12        | 15 de enero de 2007      | 2 de abril de 2007      |
|           | 3         | 28        | 28        | 13 de agosto de 2007     | 12 de mayo de 2008      |
|           | 4         | 20        | 20        | 18 de agosto de 2008     | 22 de diciembre de 2008 |
|           | 5         | 20        | 10        | 6 de abril de 2009       | 31 de mayo de 2009      |
|           | 5         | 20        | 10        | 29 de septiembre de 2009 | 1 de diciembre de 2009  |
|           | 6         | 12        | 12        | 27 de abril de 2010      | 13 de julio de 2010     |

## Índices de audiencia
El primer episodio que transmitían la parte del marzo de 2008 era la más alta transmisión de cable nominal a tal punto de convertirse en la transmisión más vista en The hills con una posición de 5,0 entre los espectadores entre 12 a 34 años. Esto hizo un promedio de 4,7 millones de espectadores, el programa más visto de la noche (el 24 de marzo de 2008) entre las edades antes mencionadas. El 25 de marzo fue visto por 1,8 de veces en MTV.COM mientras que el contenido de The Hills 2,2 millones de veces durante aquel día.
La posición bajó un 9% (2,1 millones) y baja hasta el 5% (3,1 millones) en comparación con la tercera temporada.